# Plouër-sur-Rance
Plouër-sur-Rance is een gemeente in het Franse departement Côtes-d'Armor, in de regio Bretagne. De plaats maakt deel uit van het arrondissement Dinan. Plouër-sur-Rance telde op 1 januari 2022 3.423 inwoners.

## Geografie
De oppervlakte van Plouër-sur-Rance bedroeg op 1 januari 2022 19,89 vierkante kilometer; de bevolkingsdichtheid was toen 172,1 inwoners per km².
De onderstaande kaart toont de ligging van Plouër-sur-Rance met de belangrijkste infrastructuur en aangrenzende gemeenten.

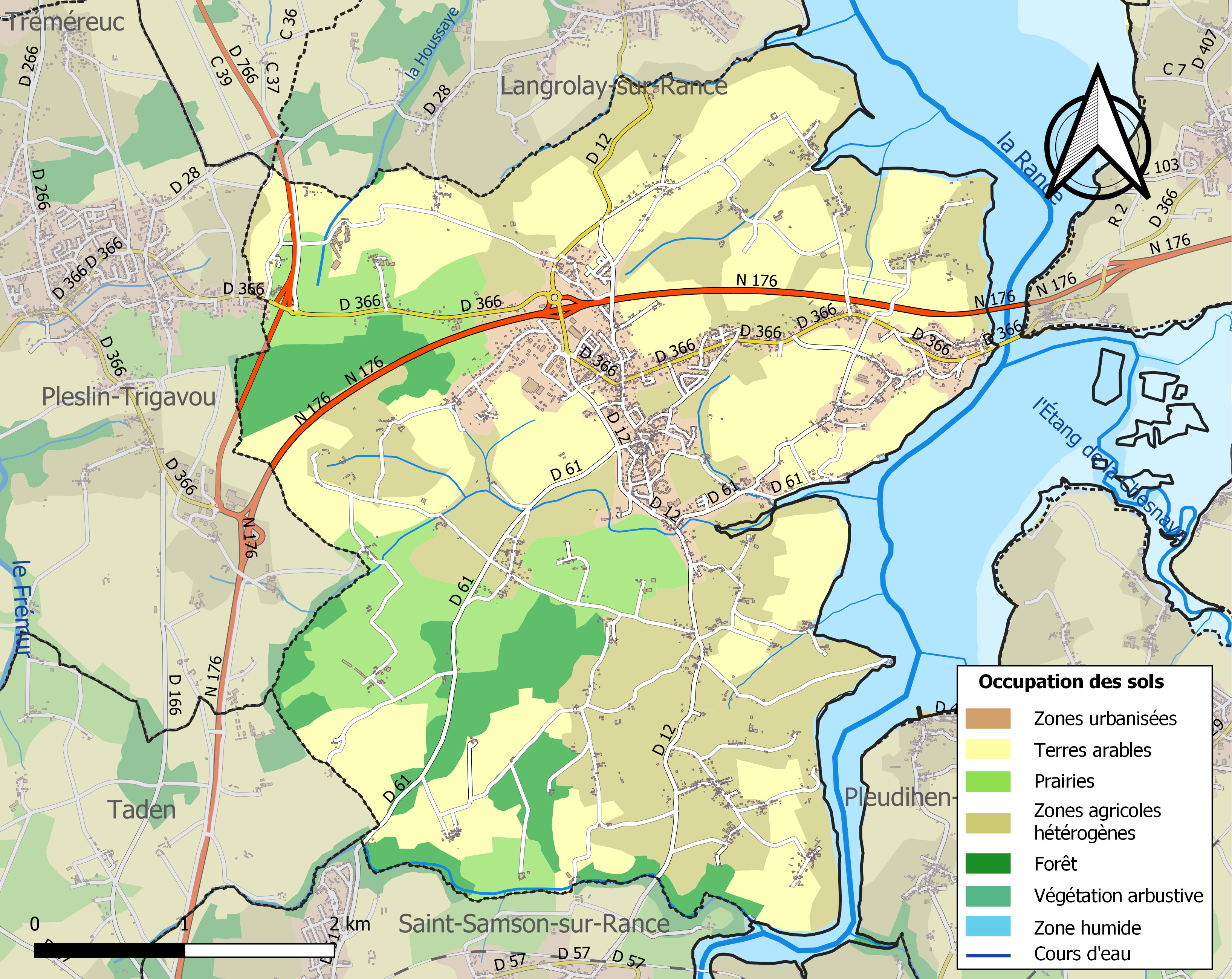

## Demografie
Onderstaande figuur toont het verloop van het inwonertal (bron: INSEE-tellingen).